# Ribas de Campos
Ribas de Campos település Spanyolországban, Palencia tartományban. Ribas de Campos Monzón de Campos, Becerril de Campos, San Cebrián de Campos és Amusco községekkel határos. Lakosainak száma 153 fő (2024).

## Népesség
A település népessége az elmúlt években az alábbi módon változott:
| Lakosok száma | 207  | 185  | 183  | 175  | 166  | 166  | 150  | 143  | 147  | 153  |
|               | 2001 | 2004 | 2007 | 2009 | 2012 | 2014 | 2017 | 2019 | 2022 | 2024 |